# الملعب الوطني للكريكيت (طنجة)
الملعب الوطني للكريكيت هو ملعب لرياضة الكريكيت يقع بمدينة طنجة، المغرب. وهو الملعب الوحيد في المغرب المخصص للعب الكريكيت. استضاف الملعب أولى مبارياته الدولية من 12 إلى 21 أغسطس 2002. حيث تنافست منتخبات باكستان وجنوب أفريقيا وسريلانكا على الكأس. وقد حصل ملعب طنجة للكريكيت على الموافقة الدولية من طرف المجلس الدولي للكريكيت مما جعله أول ملعب دولي للكريكيت بمنطقة شمال أفريقيا.

## تاريخ
شُيد الملعب سنة 2002 على يد المليونير الإماراتي عبد الرحمن أبو خطير ضمن مشروعه لنشر لعبة الكريكيت في أنحاء الوطن العربي.
اختير المَلعب لاحتضان كأس المغرب 2002، وهي بطولة يوم واحد لعبت فيها منتخبات باكستان وجنوب أفريقيا وسريلانكا على الكأس. وقد فازت سريلانكا بالمنافسة.
سنة 2004 لعب المغرب مباريتين ضد نادي ماليربون للكريكت.

## المرافق
- منطقة اللعب: 6 بويبات منفردة عشبية وبويبتان إسمنتيتان.
- سعة الملعب: 5000
- غرف تغيير ملابس كبيرة للاعبين
- الأرض متوفرة للعب عند الطلب
- مركز للياقة البدنية
- منتجع صحي يتوفر على: خدمات تدليك، جاكوزي، صالون تجميل، العلاج العطري، خدمات استرخاء وعلاج التوتر
- مركز رياضي متعدد الاستعمالات
- 72 جناح مجهز
- 56 شقة
- مطعم
- نادي ليلي

## روابط خارجية
- الملعب الوطني للكريكيت بطنجة على ESPNcricinfo.
- الملعب الوطني للكريكيت بطنجة على CricketArchive.